# Renfrew Parish Council Chambers
Die Renfrew Parish Council Chambers sind das Ratsgebäude des Parish Renfrew. Sie liegen in der schottischen Stadt Renfrew in der Council Area Renfrewshire. 1994 wurde das Bauwerk in die schottischen Denkmallisten in die Denkmalkategorie B aufgenommen.

## Beschreibung
Das zweistöckige Gebäude befindet sich nördlich des Stadtzentrums an der Renfield Street, direkt westlich der Renfrew North Parish Church. Es wurde um das Jahr 1900 erbaut. Stilistisch weist der Sandsteinbau Motive des Scottish-Baronial-Stils auf. Der Stein ist entlang der Fassaden teils bossiert und insbesondere an den Gebäudeöffnungen poliert. Die südwestexponierte Frontseite ist symmetrisch aufgebaut. Mittig befindet sich das Eingangsportal mit einer zweiflügligen Holztüre. Darüber ruht ein Balkon auf gepaarten Kragsteinen und ein Erker tritt hervor. Auf beiden Seiten sind jeweils drei Fenster angeordnet und die Gebäudekanten sind durch Blendpfeiler abgesetzt.
Die Seitenfassaden sind identisch aufgebaut mit drei Fenstern im Erd- und zwei im Obergeschoss. Zwischen den oberen Fenstern tritt eine Sandsteintafel neueren Datums hervor, die sich bis zu den giebelständigen Schornsteinen erstreckt. Die oberen Fenster schließen mit einem Rundbogen mit blindem Kämpfer und akzentuiertem Schlussstein ab. Rückseitig schließt ein einstöckiger Gebäudeteil an mit Walmdach an. Die Satteldächer des Hauptgebäudes sind mit grünem Schiefer eingedeckt.